# Baptiste Libé-Philippot
Baptiste Libé-Philippot, né le 14 mars 1989 , est un neurobiologiste français, spécialiste des neurones humains. Il est chargé de recherche au CNRS. Il dirige l’équipe de recherche « Evolution des neurones humains », à l’Institut de Biologie du Développement de Marseille (IBDM) et à Aix-Marseille Université, labelisée par l’ATIP-Avenir (CNRS/INSERM) et le Conseil Européen de la Recherche (CER/ERC).

## Biographie
Baptiste Libé-Philippot est ancien élève de l'Ecole normale supérieure, de la promotion 2009 . Il fait partie des Alumni du MRC Laboratory of Molecular Biology de Cambridge au Royaume-Uni .  
Il soutient en 2017 sa thèse de doctorat en neurobiologie et biologie du développement à l'Institut Pasteur sous la direction de Christine Petit,.
Il effectue un post-doctorat dans le laboratoire de Pierre Vanderhaeghen à la KU Leuven en Belgique,. 
Il est recruté en 2024 au CNRS et ouvre à Marseille son équipe « Evolution des neurones humains »,.

## Travaux
Les travaux de recherche de Baptiste Libé-Philippot portent sur le développement du cortex cérébral et l’évolution des neurones humains,,.  Les travaux de Baptiste Libé-Philippot ont révélé le rôle de protéines spécifiques aux hominidés dans l’émergence de caractéristiques fonctionnelles propres aux neurones humains, liant l’évolution neuronale humaine à des troubles neurologiques,. Il a notamment trouvé pour la première fois le rôle d'un gène spécifique aux hominidés (LRRC37B) comme étant lié à une propriété émergente des neurones matures humains, une excitabilité moindre, ce qui ouvre des possibilités thérapeutiques propres à notre espèce pour le traitement de l'épilepsie,,. Actuellement, il étudie l’évolution du cervelet humain, une région cérébrale impliquée dans le contrôle moteur mais aussi dans des fonctions cognitives supérieures propres à notre espèce, dont le langage.
Il anime depuis 2015 le Blog « Neurobiologie et société », affilié au Café des sciences.

## Prix et distinctions
- Prix Claude-Paoletti du CNRS (2024)[1]

- Prix ERC Starting du Conseil Européen de la Recherche (2024)[2]

- Prix ATIP-Avenir du CNRS/INSERM (2024)[11]

- Prix Marc-Hurard de la Fondation Médicale Reine Elisabeth (FMRE-GSKE) (2024)[9],[12]

- Prix de thèse de la Société des Neurosciences (2018)[13]

- Prix Dellheim (d) du Collège de France (2015)[14]